# Overval op het distributiekantoor van Brummen
De overval op het distributiekantoor in Brummen vond plaats in de nacht van 23 op 24 mei 1944. De actie werd uitgevoerd door een knokploeg uit Zenderen. Bij de actie werden meer dan tienduizend bonkaarten en drieëntwintigduizend rantsoenkaarten buit gemaakt.

## Achtergrond
Het verzet had veel bonkaarten nodig voor het toenemend aantal onderduikers. Antoon Harmsen speelde een belangrijke rol in het verzet in Brummen. Hij polste eerst de verantwoordelijke ambtenaar Jaap Detmar of het mogelijk was om een sleutel te ontvangen van de kluis waar de bonkaarten werden bewaard. Detmar vond dat te gevaarlijk omdat iedereen meteen naar hem zou kijken. Via via stond Harmsen in contact met een knokploeg in Zenderen. Die groep bestond op dat moment uit Klaas van Harten, Cor Hilbrink, Daan Hillenaar, Koos Michel en Gerrit Verbeek.
De overval vond plaats in de nacht van 23 op 24 mei. De groep brak in in het gemeentehuis en knevelde de conciërge en zijn vrouw, die beiden in het complot zaten. Vervolgens bleek dat de kluis niet openging, hoewel Harmsen dacht dat hij de code wist. Gemeentesecretaris Gerard Christiaan Spruit, die 200 meter verderop woonde aan de Eerbeekseweg, werd van zijn bed gelicht en meegenomen naar het distributiekantoor. Rond 5 uur in de ochtend vertrokken de overvallers weer met vijf jutten zakken vol. Via de Groot Engelenburg kwamen zij terecht op boerderij De Elshof in Oeken. Gerard Elshof, de zoon van het gezin, was een vriend van Harmsen. In totaal waren er meer dan tienduizend bonkaarten en drieëntwintigduizend rantsoenbonnen buit gemaakt. 
De buit werd honderd meter achter de boerderij ondergebracht in een onderduikershol. Daar werd het echter aangetroffen door een boswachter en politieagent. Zij waren "goed" waardoor de ontdekking geen consequenties had. De knokploeg haalde de buit twee weken later op. Enkele medewerkers van het distributiekantoor werden gearresteerd op verdenking van de medewerking aan de actie. Zij werden allemaal na een paar dagen weer vrijgelaten.